# Cindy Sherman
Cindy Sherman (Glen Ridge, Nueva Jersey; 19 de enero de 1954), nacida con el nombre de Cynthia Morris Sherman, es una fotógrafa y directora de cine estadounidense. Una de las mayores representantes de la fotografía de posguerra, exhibió más de tres décadas de su trabajo en el MoMA de Nueva York.
A pesar de que en la mayoría de sus fotografías aparece ella misma, no las considera autorretratos. Sherman se utiliza a sí misma como vehículo para representar una gran variedad de temas del mundo contemporáneo, como el papel de la mujer o el papel del artista. A través de una serie de diferentes obras, Sherman ha planteado difíciles e importantes preguntas sobre el papel y la representación de las mujeres en la sociedad, los medios de comunicación y la naturaleza de la creación del arte. En 2020 fue galardonada con el Premio de la Fundación Wolf de las Artes.

## Biografía

### Inicios
Cindy Sherman nació en Glen Ridge, un suburbio del área metropolitana de Nueva York, sin embargo su familia se mudó poco después de su nacimiento a Huntington, en Long Island, donde Sherman creció siendo la más joven de cinco hermanos. A diferencia de otros artistas, Sherman no estaba particularmente involucrada en las artes cuando era joven, su padre se ganaba la vida como ingeniero y su madre trabajaba como maestra de lectura. Sherman dice que no sabía lo que era el mundo del arte hasta que fue a la universidad. A pesar de que sus padres carecen de interés artístico, apoyaron su decisión de entrar en la escuela de arte después de terminar la escuela secundaria.
Cindy Sherman se empezó a interesar por las Artes Visuales en la Universidad de Buffalo. La carrera de Sherman en Buffalo comenzó muy diferente de como acabó. En su primer año, Sherman empezó a trabajar la pintura hasta que un día, se dio cuenta de que no era suficiente. Frustrada por las limitaciones de la pintura y la sensación de que había hecho todo lo que pudo, se dio por vencida. Sherman dijo que sentía que "... no había nada más que decir [a través de la pintura ] Estaba meticulosamente copiando otro arte y entonces me di cuenta de que sólo podía usar la cámara y desarrollar mis ideas con ella", y esto es lo que hizo. Sherman reconoce que nunca podría haber tenido éxito como pintora. Al carecer de la conexión crítica que necesitan para continuar con la pintura, Sherman volvió a la fotografía, que fue lo que estudió durante el resto de su tiempo en Buffalo. Durante este tiempo, conoció a Robert Longo, un artista que será muy importante en su vida. Junto con Longo y su compañero de estudios Charles Clough, Sherman formó Hallwalls, un espacio de artistas independientes donde ella y otros artistas exponían.

### Carrera artística
Después de su graduación, en 1976, decidió mudarse a Nueva York para embarcarse de lleno en su carrera artística, en un loft en Fulton Street en el bajo Manhattan. Fue entonces cuando comenzó a tomar fotografías de sí misma. Estas fotografías, autorretratos conceptuales, vendrían a ser conocidas como Complete Untitled Film Stills (1977-1980),. en los que escenifica situaciones con vestuario y utilería para dar a las fotografías la apariencia de un fotograma cinematográfico, usando estética y planos propios del Cine negro.
En otra conocida serie "Retratos históricos", Sherman personifica protagonistas masculinos de pinturas clásicas de la historia del arte de Occidente, tales como "Baco enfermo" de Caravaggio, entre otros.
Si bien Sherman aparece en las fotografías, ella no las considera propiamente autorretratos: en Untitled Film Stills, tal vez uno de los trabajos más conocidos de la carrera de Sherman hasta el momento. En estas fotografías, que empezaron en 1977, Sherman se pone a sí misma en el papel de actriz de películas clase B. Sus fotografías muestran personajes construidos con pelucas, sombreros, vestidos, ropa diferente a la suya. Estas fotografías pueden confundirse con retratos pero son algo muy diferente. En cada una de estas fotografías, Sherman juega un rol, una ficción autofabricada en la que posa adoptando roles femeninos estereotípicos: ama de casa, prostituta, mujer en peligro, mujer llorando, bailarina y actriz.
La época en la que Sherman se dio a conocer como fotógrafa había muchas mujeres artistas cuyo trabajo respondía a la mirada lasciva de un público masculino. La artista neoyorquina de performance Hannah Wilke era un peso pesado durante este periodo, a menudo posaba desnuda y disfrutaba abiertamente de su atractivo erótico. Resultaba en parte un personaje voluntarioso y en parte una verdad física. Al contrario que el exhibicionismo de Wilke, que empleaba el desnudo como una liberación, Sherman ha sido siempre una artista del ocultamiento, disfrazándose desde mediados de los setenta para emular fantasías pop. El desnudo no formaba parte de su trabajo a pesar de que en los años ochenta,  tras los éxitos de sus fotogramas, adoptó en su fotografías pechos sintéticos y vulvas artificiales que añadían un divertimento vicioso a la fantasía masculina.
Durante los años setenta, Sherman jugó un papel preponderante en la reestructuración feminista del cuerpo, movimiento originado y mantenido por las mujeres. Esta generación creía que “lo personal es político” y los artistas de performance, en su mayoría mujeres, se apropiaron de este axioma y lo transformaron, a la vista de sus logros, en algo asombrosamente real  basado en la disforia existente entre los sexos. La propia Sherman, especialmente en sus comienzos, creó infinidad de personajes con los que quedar apabullado por la cantidad de rostros y cuerpos que era capaz de construir usando su propio cuerpo.   Su importancia como artista reside en este apabullamiento. En su deliberado intento de revelar la naturaleza interpretativa de la psique femenina, Sherman adquiere múltiples y variados rostros. Los seres que emergen de sus brillantes transformaciones pertenecen al glamour de la industria cinematográfica de los años 30 y 40, cuando la belleza femenina era la clave para vender entradas.
Para algunos resultaría fácil calificar las fotografías de Sherman como arbitrarias; su efecto teatral respondería a su naturaleza esencialmente artificial. Vistas de este modo, las imágenes pierden su extravagante intensidad y se convierten en crítica a la femineidad tal como Hollywood la representa. Aunque el artificio es una estratagema importante en los trucajes de Sherman, también intenta expresar la verdad de la pose. Esto crea una dialéctica, presente de una manera más poderosa en sus primeros trabajos. Como veremos, en su última obra la artista sucumbe al rencor y a una visión negativa de la mujer. Sherman conjuga la verdad y el artificio al mismo tiempo. Hace hincapié en el momento que surge cuando una mujer ya no sabe si está interpretando un papel o revelando su propio ser.
La colección de fotogramas de Sherman implica, de un modo bastante obvio, una redirección imaginaria de la mujer en una sociedad gobernada por hombres. Sorprendentemente y de un modo muy efectivo, mantiene el decoro en los fotogramas de pequeñas dimensiones por los que es más conocida. Pero la modestia tiene un precio. La artista interpreta a su género de modo que llama la atención sobre el papel subordinado de la mujer. A partir de los años ochenta Sherman evoluciona como “fotografista”. La conciencia de la subordinación se convierte en impulso para una serie de fotografías cuyo contenido destila una rabia abrumadora, como si la imagen encantadora que adoptó en sus primeros trabajos quisiera vengarse de la acusación de que las mujeres interpretan su femineidad para agradar a los hombres
Dada la enorme diferencia entre su primer trabajo y sus últimos esfuerzos, resulta necesario separar ambas etapas como mejor podamos. A pesar de la astucia evidente con la que Sherman interpreta el papel protagonista en sus primeras colecciones de fotogramas, estos contienen la inocencia de la juventud; es joven y atractiva, así que las fotografías que toma de sí misma agradan desde el punto de vista erótico y al mismo tiempo, de manera implícita, resultan edificantes. En las propias imágenes de pequeñas dimensiones en blanco y negro al comienzo de la exhibición del Museo de Arte moderno se aprecia el alcance del mencionado equilibrio.
En general las fotografías funcionan como alternativas a lo ordinario, ese ser pedestre en el que la mayoría nos apoyamos para pasar los días. Hay una fotografía extraordinariamente sexi, Fotograma sin título#13 (1978) que muestra a una rubia y voluptuosa Sherman cogiendo un libro de arte del estante de una biblioteca. A pesar de que sostiene el libro, su mirada no está en el estante sino que se dirige hacia algo que no podemos ver. Su cabello aparece derramado sobre su frente, mientras una cinta de pelo trata de mantenerlo en orden. Aunque no es una fotografía para Playboy, sí posee una atracción genuina al mostrar el contorno (vestido) del cuerpo de Sherman. La falta de espontaneidad, la certeza de que se ha posado para la foto, introduce la noción de artificio, que extrañamente contiene al mismo tiempo cierto sentimiento de autenticidad.
Una de las diferencias más importantes entre Nan Goldin, la otra fotógrafa americana, y Sherman radica en que la llamada autenticidad de Goldin es consecuencia de una realidad producida por su propio interés en el sexo, mientras que Sherman es una artista cuyas recreaciones dan como resultado algo mucho más creíble. El aura de fantasía de Sherman nos lleva de alguna manera a aceptar su contrario, es decir, aceptar que lo que vemos es real. Esto puede ocurrir porque estamos tan acostumbrados a ver fotogramas que los consideramos como algo más real que la propia realidad que nos circunda.   La transformación resulta básica en la personalidad artística de Sherman. Transforma su ropaje psicológico desde una ingenuidad supuestamente inocente hasta las imágenes que muestran, en un proceso de enojo ascendente, a una mujer cuyas interpretaciones alcanzan una ferocidad prácticamente mitológica.

### Primeros trabajos

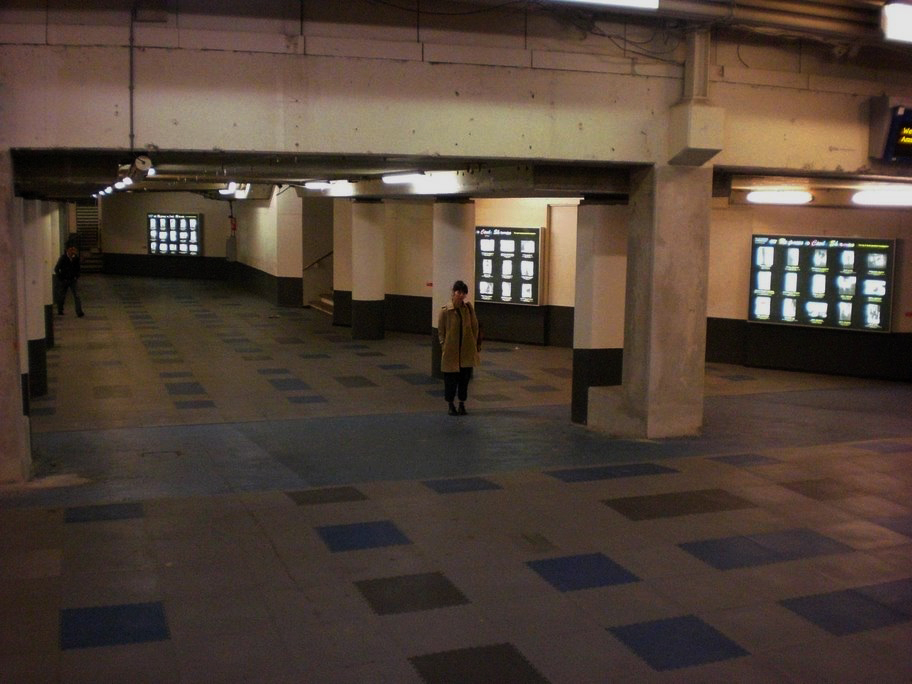

Sus primeros trabajos atestiguan un erotismo más sencillo. Fotograma sin título#14 (1978) presenta a Sherman con un vestido negro y collar de perlas en una habitación con un tocador y una mesa. Vemos la espalda de Sherman y un reflejo de la mesa, con un vaso de vino y una silla, en el espejo directamente detrás de ella. Su aspecto, intensificado por su mano apoyada en la mejilla, parece alerta, incluso ligeramente aprensivo. De nuevo su mirada se dirige hacia alguien o algo que no vemos. Su atractivo físico define la fotografía, en modo que hace justicia con los amoríos de las películas hechas una o dos generaciones antes que sus fotogramas. Las poses románticas se incluyen en un buen número de sus primeras fotos, pero no abruman al espectador. Forman parte de un conjunto de posibilidades emocionales capturadas en el momento en que expresan la femineidad sin resaltar necesariamente el feminismo. Debido a que carecen de ideología en sentido tradicional, tratan más sobre los sentimientos, sobre la psicología. Por lo tanto no pertenecen al arte más politizado de su época, aunque quede claro que los asuntos que trata pertenecen a la personificación del género, visto por una mujer interpretando para el placer de los hombres.  
La imaginería en sí misma está aislada, ya que Sherman aparece casi siempre sola en las fotografías, lo cual intensifica y acentúa las circunstancias mórbidas de no tener amigos o familiares con los que interactuar. Sin embargo el acompañamiento por otra persona echaría por tierra el aislamiento mítico de la mayoría de las fotografías, que después de todo existen como demostración del artista alienado, posmoderno. Encontramos cierta resistencia en estas imágenes que van más allá de los estilizados accesorios de la coquetería, hacia un lugar donde ocurre algo más profundo. Aunque muchas de estas fotos tratan sobre las emociones, en muchas de ellas el afecto es falso, señalando de alguna manera las consecuencias, básicamente irreales o surreales, de la supuesta verdad de la cámara. Al estar hablando de las imágenes de una mujer joven, deducimos con facilidad que aún no habían hecho mella en ella las penalidades de la experiencia. Esto significa que el arte –el arte de las fotografías- es suficiente para rescatar al ser que se tornaría tan airado en su proceso de maduración. La razón de que esto ocurra parece tener pocas explicaciones o justificaciones. Simplemente es así. La experiencia de sus últimas fotos, decidida como está a interpretar a la mujer desde una óptica muy severa, no deja pistas para que su público pueda entender su trabajo. Es como si, tras la fealdad de sus vaginas de goma o bajo el maquillaje de las sexys rubias de bote, todavía cupiera una indignación más grande. ¿Qué le haría a Sherman trabajar de este modo?        
ARTIFICIALIDAD:
Las fotografías más lóbregas se dan a finales de los ochenta y principios de los noventa: son espantosas y grotescas. Hay una brecha enorme entre sus fotogramas y los trabajos hechos con partes del cuerpo sintéticas. La fealdad deliberada en el arte tiene una larga historia, sin embargo en el caso de Sherman la desfiguración es tan extrema que de alguna manera pierde la capacidad de sorprender. Sherman está sobreactuando al mostrar su sentido del decoro destrozado, donde las imágenes se convierten en ejemplos de una malformación extrema, hasta el punto de que ya no son terroríficas sino absurdas.
Siempre ha existido un componente surreal en su sensibilidad –los fotogramas invierten la expectación al sugerir una realidad que finalmente es producto de la imaginación-. La imagen de un par de traseros con enormes furúnculos –Sin título#177 (1987)- quiere deliberadamente ofender nuestra idea de la dignidad física, nuestra propia dignidad, así como la de la gente en general. Mucha de la fuerza estética de Sherman proviene de la idea de que nosotros también formamos parte de la debacle general de la humanidad, aunque resulte fácil distanciarse de estas fotografías alienadas y ordinarias.
A pesar del mal gusto casi cómico de las fotos, queda claro que se basan más en la construcción de la imaginación de Sherman,  que en revelaciones de su psique. En el primer caso, Sherman apenas muestra su cuerpo en estas imágenes, por lo tanto es difícil afirmar que está hablando sobre ella. Y en el segundo, el uso de partes artificiales contribuye a una lectura distanciada de su significado.   Aun así, la piel ulcerosa y el extremismo sexual de estas imágenes nos lleva a la pregunta del por qué alguien querría siquiera mirarlas, incluso teniendo en cuenta que se basan en lo absurdo de la condición humana, concretamente de la mujer. En Sin título#250 (1992) el rostro de una vieja y horrorosa mujer, con unos cuantos  pelos rubios sintéticos que salpican una cabeza prácticamente calva, mira directamente al espectador. Los brazos que sostienen la cabeza están claramente hechos de madera, mientras los pechos con unos pezones rojos enormes y un vientre embarazado conducen a una enorme vagina sin piernas. El cuerpo descansa sobre marañas de pelo, y resulta extremadamente desagradable de afrontar, como si Sherman estuviera decidida a que esta fase de su trabajo tuviera una función de catarsis de alguna clase. Pero la monstruosidad de estas partes no molestan tanto, más bien resultan ridículas, una cualidad que Sherman investiga a lo largo de su carrera.
Uno no puede imaginar trabajo más distante del de sus inicios que la hizo famosa. Cuando tenía 20 años parecía haber resuelto el eterno dilema de la mujer, forzada como está a interpretar su género.   Hay un grupo de fotos de los ochenta en los que Sherman representa, en color, una gran variedad de poses: la idea parece haber sido tomada de los fotogramas cinematográficos, casi todo su trabajo posterior debe su tenacidad y poderío a  las innovaciones de su primer proyecto, pero con un ligero sentimiento de acritud que después se convertiría en auténtica furia. En una estupenda imagen, Sin título#119(1983), Sherman se retrata como una cantante de medio pelo, lleva pendientes de plástico de los que cuelgan perlas artificiales, los brazos extendidos y la boca completamente abierta. Carece del desprecio de género de otras fotografías del mismo periodo, razón por la cual resulta más sugerente. Se trata de una representación de tipo conmovedor en la que el papel  que interpreta no es alienante sino que más bien apacigua a través de cierta vulnerabilidad medio absurda. Otra imagen de 1984, Sin título#132, nos muestra a Sherman en un traje a rayas rojas y amarillas, con un cigarrillo en su mano izquierda y una lata de cerveza en la derecha. Su rostro, aunque parcialmente ensombrecido, parece asustado a pesar de su sonrisa a medias. De nuevo se trata de una imagen de una vulnerabilidad evidente, aunque empieza a configurarse la idea de la desfiguración física como muestra de angustia psíquica o a un nivel más amplio, de penuria cultural. El público de Sherman no sabe las razones de este cambio, puede simplemente que el artista se haya cansado de mantener una pose de buena persona, ya que su incidencia en lo grotesco comienza ya en 1985, cuando en una imagen Sherman se apropia de una peluca de hombre y un hocico de cerdo a la luz del atardecer.
TRANSGRESIÓN
Desde el punto de vista de la conducta, la tensión entre la Cindy Sherman buena y la mala demuestra que la interpretación de distintos papeles tiene consecuencias, no solamente para el espectador sino también para la propia artista.
La transgresión tiene lugar para recordarnos el valor del performance, que desde mediados de los años ochenta hasta los primeros noventa llega a ser abiertamente absurdo, caricaturizado hasta el punto de convertirse en ridículo. A finales de los años ochenta, Sherman incorpora la imaginería de los grandes maestros, imaginería renacentista que se apoya en la desfiguración como una manera de censurar la autoridad de la historia del arte.Sin título#215 (1989) nos muestra a un joven sacerdote ataviado con la vestimenta de su profesión; vemos de nuevo una mirada insulsa en la distancia, el símbolo de la cruz apenas visible en el dobladillo del faldón. En otro trabajo, Sin título#183 (1988) Sherman interpreta el papel de una matrona renacentista, su profundo escote permite apreciar unos enormes pechos falsos. Su vestido color marfil contrasta con los labios rojos de Sherman, que es la única nota de color en la fotografía. En Sin título#224(1990), emula a Caravaggio. Una engalanada Sherman ataviada con toga sostiene uvas verdes en la mano y frente a ella sobre una mesa hay un racimo de uvas rojas. Estas descripciones nos dan una idea de cuan variados son los disfraces de Sherman, así como de su capacidad creativa, cuyo repertorio parece infinito.  
Para el año 2000, Sherman deja claro que el travestismo y la ironía profunda serían sus grandes temas, fundamentados en su relación con la figura y la psique de la mujer. Las imágenes de payasos que utiliza desde el comienzo del nuevo siglo y hasta la mitad de la primera década del siglo XXI resultan agresivas y espeluznantes hasta el punto de parecer peligrosas. Su exagerado maquillaje en colores primarios coincide con miradas de auténtica malevolencia. Dicha aspereza domina su trabajo de la pasada década, decidido a atacar de modo implacable la dignidad de la mujer. Se trata de una misoginia de un tipo extraño, perpetuada por una mujer que aparentemente duda del valor de las mujeres.   Una de las imágenes más horribles parte, de nuevo, del sentimiento de vulnerabilidad. Por ejemplo, en una fotografía del año 2000, Sin título#359, vemos a una mujer de mediana edad con maquillaje blanco alrededor de su ojos y encima de los labios las pestañas falsas son tan altas que le llegan hasta la frente. Decora su cuello un variopinto conjunto de cadenas. La artista, con labios rojos, mira a la cámara con la determinación de agradar. Esta emoción se repite imagen tras imagen, lo que inevitablemente, a pesar de la evidente brillantez de Sherman en crear nuevas formas, se ríe de la ansiedad de la mujer provocada al reconocerse  como un objeto que ya no resulta atractivo al hombre. El grotesco maquillaje  distribuido en gruesas capas la convierten en una caricatura aparentemente quemada por el sol, que llega al extremo de resultar irreconocible.

### Trabajo actual
En sus trabajos más recientes, los últimos cinco años, vemos a una artista entrada en años que continúa agitando el arquetipo de la mujer en sociedad. La idea de una belleza pasada, muerta en la actualidad, aparece con frecuencia; la vulnerabilidad en muchas de sus fotografías llega a ser repugnante. Por ejemplo en Sin título#465 (2008), Sherman se presenta como una gran dama en las afueras de Central Park; lleva un vestido palabra de honor y un collar de perlas. Se ve también un pendiente enorme. Podemos apreciar las arrugas bajo el colorete de sus mejillas y sobre los labios. Su cuerpo girado a medias apunta intensamente al espectador, con tal mirada que a su lado la de Medusa parecería inofensiva. La idea de amargura no parece muy lejana y el papel que representa Sherman resulta desagradable; está muy enfadada y dispuesta a comunicar ese enfado.  
En otra fotografía, Sin título#476 (2008), Sherman interpreta el papel de una mujer rica vestida con un traje largo de color rojo, sentada con un perrito terrier gris en su regazo. Su peluca es plateada y tras ella vemos una vista marítima completamente banal. La imagen nos muestra a una persona atrapada en el propio confort de su éxito y tal vez no sea ir demasiado lejos si apreciamos un cierto toque alegórico aplicable a nosotros y a la propia artista.   Aparte de sus disfraces imaginarios, Sherman no demuestra gran interés en el arte, sin embargo en su trabajo de los dos últimos años se ha manifestado en contra del trabajo gráfico, normalmente de la naturaleza. En una imagen sin título de 2010 lleva un disfraz que recuerda vagamente a un cosaco, un ojo negro y tres cadenas unidas colgando de su chaqueta. Esto sucede en el lado izquierdo de la fotografía, en el derecho la vemos con un largo cabello moreno y ataviada con una falda marrón hasta los pies. Tras ambas figuras encontramos la impresión de un camino decorado con árboles a ambos lados. La imagen es en blanco y negro. En ambos casos, la mirada de Sherman está perdida, no registra nada mientras mira al espectador.  
En una construcción similar, también de 2010, la figura de la izquierda lleva una túnica transparente  sobre un vestido azul con flores blancas. En la fotografía parece cansada, visiblemente envejecida. En el lado derecho, Sherman lleva un disfraz color carne que ofrece la desnudez como una especie de entretenimiento absurdo: el disfraz incluye unos pechos desmesurados y un triángulo de pelo púbico. Con un corte de pelo de chico de los recados, Sherman sostiene una espada descaradamente falsa. Tras la figura hallamos lo que parece ser una escena del siglo XIX, un lago rodeado por un frondoso bosque. La imaginería gráfica vuelve a estar en blanco y negro. La idea del mito toma cuerpo,  nos damos cuenta de que Sherman pretende representar una mitología risible del ser.    
En estos últimos trabajos, parece como si Sherman no estuviera terminando con estrépito, sino más bien con un quejido. Pero Sherman no ha llegado todavía a los sesenta años, así que sería prematuro caracterizar esto como su despedida del arte. En su prodigiosa producción de cerca de 500 imágenes la artista captura la historia de la femineidad sin sucumbir a ideologías. O eso parece. Bajo los disfraces, bajo esa mirada imperiosa, parece que las ideas de Sherman sobre el deseo de ser amada y aceptada poseen cierta cualidad subversiva. Las mujeres aprenden la clase de comportamiento del que Sherman se mofa, no es como si estuvieran genéticamente preparadas para agradar. En cierto sentido, este arte se radicaliza por la idea de vulnerabilidad que lleva consigo, por lo tanto no puede decirse que Sherman se limita a disfrazarse. Ella interpreta y personifica al mismo tiempo el comportamiento de su género. Se trata de un teatro que llega a ser tan auténtico que el realismo político surge dentro de la fotografía. No se trata de la obviedad del arte de Sherman, sino de su contenido más profundo. De hecho es algo que el espectador debe intuir, ya que el contexto nunca queda claro. El enfado del que las fotografías de Sherman están imbuidas es mucho más accesible, sin embargo es un efecto distante. La Sherman real se encuentra en algún lugar entre la charlatanería de sus disfraces y la vulnerabilidad de sus míticos personajes, alguien que pertenece claramente a los anales de la historia del arte contemporáneo.  

## Filmografía
- Cindy Sherman [videorecording]: Transformations. by Paul Tschinkel; Marc H Miller; Sarah Berry; Stan Harrison; Cindy Sherman; Helen Winer; Peter Schjeldahl; Inner-Tube Video. 2002, 28 minutes, Color. NY: Inner-Tube Video.
- Office Killer (1997)  Directora: Cindy Sherman | Escritores: Tom Kalin, Elise MacAdam, Elise MacAdam, Cindy Sherman | Elenco: Carol Kane, Molly Ringwald, Jeanne Tripplehorn. Duración: 82 min, 95 min edición Argentina. Video color pornografíca